# Landsfodboldturneringen 1924-25
Landsfodboldturneringen 1924-25 var den 12. sæson om Danmarksmesterskabet i fodbold for herrer organiseret af DBU. Turneringen blev for sjette gang vundet af KB. Det var tredje gang, at AGF spillede sig frem til finalen uden at vinde.

## Baggrund
I finalen i Landsfodboldturneringen mødtes vinderen af den københavnske Mesterskabsrækken under Københavns Boldspil Union (KBU) og vinderen af Provinsmesterskabsturneringen.

## Provinsmesterskabsturneringen

### 1. runde
| 17. maj 1925 |

| B 1901 | 6 - 2 | Viking Rønne |
| ------ | ----- | ------------ |
|        |       |              |

| Nykøbing Falster Stadion, Nykøbing Falster |

### 2. runde
| 24. maj 1925 |

| Korsør BK | 1 - 3 | Nykøbing Falster |
| --------- | ----- | ---------------- |
|           |       |                  |

| Korsør |

| 24. maj 1925 13.30 |

| OB                                                | 3 - 4   | AGF                                                                                        |
| ------------------------------------------------- | ------- | ------------------------------------------------------------------------------------------ |
| Svend Kruse 18' · Baggild 40' · Peter Knudsen 80' | (2 - 2) | Kurt Thiede 22' · P. K. Gundlev 32' · Thorkild Jørgensen 55' · Søren Vadstrup Jensen 65' · |

| B 1909s bane, Odense Tilskuere: 1.000 Dommer: Sophus Hansen, København |

### Finale
| 7. juni 1925 13.30 |

| AGF                                                                              | 4 - 1   | B 1901                       |
| -------------------------------------------------------------------------------- | ------- | ---------------------------- |
| Thorkild Jørgensen 7' · 2-0 Søren Vadstrup Jensen 12', 50' · Haldur Lasthein 73' | (2 - 0) | Sigurd Bennekow 85', strf. · |

| B 1909s bane, Odense Tilskuere: 2.500 Dommer: Peter Remeke, København |

## Mesterskabsrækken (København)
| Pos | Hold       | K  | V | U | T | M+ | M- | MF  | P  | Kvalifikation                          |
| --- | ---------- | -- | - | - | - | -- | -- | --- | -- | -------------------------------------- |
| 1   | KB         | 10 | 9 | 0 | 1 | 33 | 11 | +22 | 18 | Kvalificeret til finalen               |
| 2   | AB         | 10 | 5 | 2 | 3 | 26 | 19 | +7  | 12 |                                        |
| 3   | B 93       | 10 | 4 | 2 | 4 | 24 | 18 | +6  | 10 |                                        |
| 4   | B 1903 (M) | 10 | 4 | 2 | 4 | 23 | 17 | +6  | 10 |                                        |
| 5   | Frem       | 10 | 3 | 1 | 6 | 13 | 24 | −11 | 7  |                                        |
| 6   | KFUM       | 10 | 0 | 3 | 7 | 10 | 40 | −30 | 3  | Kvalifikation til Mesterskabsrækken[A] |

1. ^ Kvalifikation til Mesterskabsrækken: KFUM - Fremad Amager 3-1

## Finale
| 28. juni 1925 13.30 |

| KB | 9 - 2   | AGF                              |
| --- | ------- | -------------------------------- |
| Poul 'Tist' Nielsen 10', 25', 63', 77', 81' · Alf Olsen 40', 43' · Engelhardt Axholt 70' · Steen Steensen Blicher 72' | (4 - 0) | Søren Vadstrup Jensen 56', 85' · |

| Idrætsparken, København Tilskuere: 3.000 Dommer: Hugo Ohlsson, Sverige |